# Hedströmstjärnen
Hedströmstjärnen är en sjö i Sundsvalls kommun i Medelpad och ingår i Ljungan-Gnarpsåns kustområde. Sjön har en area på 0,0392 kvadratkilometer och ligger 7,1 meter över havet.

## Delavrinningsområde
Hedströmstjärnen ingår i det delavrinningsområde (689174-158573) som SMHI kallar för Rinner mot N M Bottenhavets kustvatten. Medelhöjden är 39 meter över havet och ytan är 18,73 kvadratkilometer. Det finns inga avrinningsområden uppströms utan avrinningsområdet är högsta punkten. Avrinningsområdets utflöde mynnar i havet, utan att ha någon enskild mynningsplats. Avrinningsområdet består mestadels av skog (92 procent). Avrinningsområdet har 0,04 kvadratkilometer vattenytor vilket ger det en sjöprocent på 0,2 procent.